# Pojedinac
Pojedinac ili latinizam individua pojedinačno je biće, jedinka, cjelovita osoba, koja se razlikuje od svih drugih ljudi. U filozofiji, pojam individua označava autonomnu, samosvjesnu i samosvojnu jedinku, pojedinca kojem vlastita egzistencija postaje važan problem. U psihoterapiji, individua je u središtu pozornosti, a definirana je kao sustav strukturirane jedinstvenosti. Cjelokupna psihologija bavi se, zapravo, individuama, njihovim iskustvom i ponašanjem, a od psiholoških disciplina njome se najviše bave, psihologija ličnosti i klinička psihologija. 